# Sarah Tondé
Sarah Tondé (sinh ngày 30 tháng 10 năm 1983)  là một vận động viên điền kinh người Burkina Faso chuyên về phụ nữ 100 mét và nữ 200 mét sự kiện. Cô đã tham gia Thế vận hội Mùa hè 2000 trong sự kiện 100 mét nữ ở tuổi 16, khi cô về đích ở vị trí thứ 8 với 12,56 giây. Cô cũng là người mang cờ của Burkina Faso trong lễ khai mạc Thế vận hội Mùa hè 2000.
Sarah hiện đang giữ kỷ lục Burkina Faso cho sự kiện 100 mét và 200 mét của Phụ nữ với tỷ lệ lần lượt là 11,56 giây và 23,34 giây. Năm 2002, Sarah được đào tạo thêm về điền kinh trong Câu lạc bộ Samoust et Meuse Athlétique ở Namur, Bỉ.